# Cydia amplana
The Rusty cây sồi moth (Cydia amplana) là một loài bướm đêm thuộc họ Tortricidae. Nó được tìm thấy ở miền trung và miền nam châu Âu to Tiểu Á, tây nam Nga và Transcaucasus.

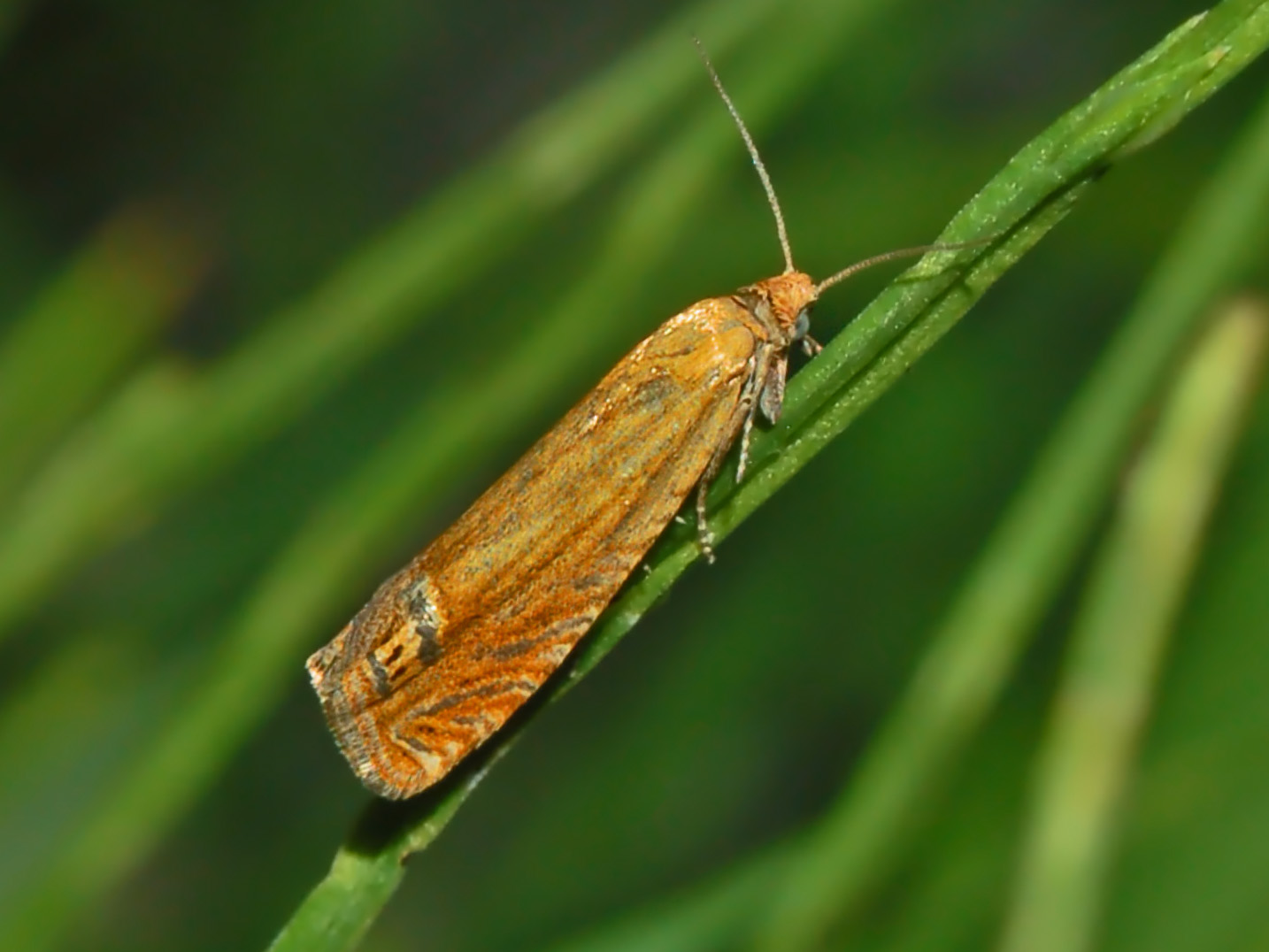
Lateral view

Sải cánh dài 16–20 mm. Con trưởng thành bay vào tháng 6 và tháng 7. It often needs two years for development.
Ấu trùng ăn Corylus, Juglans, Castanea, Fagus và Quercus species.